# Британска асоциация за напредък на науката
Британската асоциация за напредък на науката (на английски: British Association for the Advancement of Science) е британска научна организация, основана през 1831 година.
Поставя си за цел популяризирането на научните изследвания и улесняването на взаимодействието между научните работници.
Британската асоциация организира ежегодни срещи в различни градове на страната. Сред нейните най-известните прояви е публичният дебат за еволюционната теория между Чарлз Дарвин и Томас Хъксли и оксфордския епископ Самюъл Уилбърфорс, проведен на 30 юни 1860 година. Асоциацията разработва и приетата през 1874 година система единици CGS.